# Urban Trad
Pour les articles homonymes, voir Urban (homonymie).
Urban Trad est un groupe musical belge, actif entre 2000 et 2012, puis entre 2014 et 2020. Le groupe s'inspire des musiques du monde et fait la part belle aux musiques traditionnelles européennes, dont la musique celtique. Des arrangements et des sections rythmiques modernes, à la fois rock et électroniques, apportent une tonalité actuelle à leurs compositions. Le concept est à rapprocher de celui d'autres groupes appliquant, ou ayant appliqué, la même formule : Stone Age, Deep Forest, Afro Celt Sound System, Red Cardell, Plantec, voire Tri Yann. Des similitudes existent également avec les spectacles musicaux Riverdance, ou encore Excalibur.
En 2003, Urban Trad représente la Belgique à l'Eurovision avec Sanomi, une chanson interprétée dans une langue imaginaire. Cette langue imaginaire permet par la même occasion de ne pas devoir choisir entre les trois langues nationales de la Belgique (français, néerlandais, allemand). Avec Sanomi, le groupe décroche la deuxième place du concours à Riga, en Lettonie, à deux points de la gagnante turque.

## Histoire

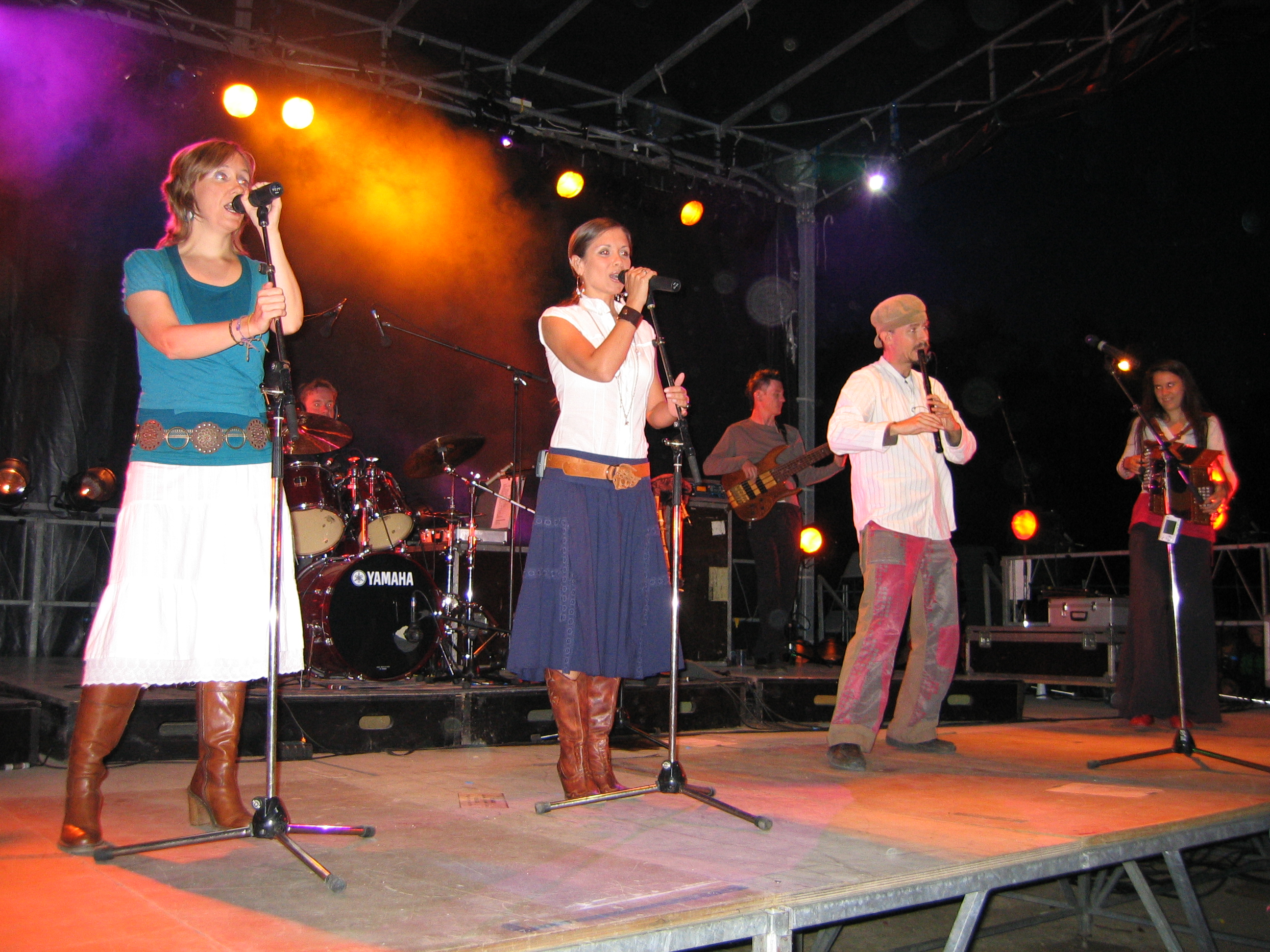
Concert de Lampaul-Guimiliau (Bretagne) le 28 juillet 2006.

À l’origine d'Urban Trad, il y a un projet d’album, initié par Yves Barbieux, qui fédère des artistes belges s'inspirant de musique traditionnelle européenne. La sortie de One O Four en 2001 et le succès rencontré par la formation en concert permettent au groupe d'exister en tant que tel.
Plus de 30 000 exemplaires du second album Kerua – sur lequel figure Sanomi, classé numéro 2 à l'Eurovision 2003 – sont vendus en Belgique. Le disque sort également dans plusieurs pays européens et les concerts se multiplient non seulement en Belgique, mais également à l’étranger (Pays-Bas, Espagne, République tchèque, Louisiane…). Initialement, l'inspiration était exclusivement celtique, mais à partir de 2004 le groupe tend vers plus d'éclectisme.
Fin septembre 2004 sort l'album Elem, abréviation d'« éléments » (les quatre éléments sont en effet au centre de ce disque). La formation y explore plusieurs musiques actuelles : drum and bass, rap (De l'air), electro (Vodka time). Pour la première fois, les paroles sont chantées dans des langues réelles : français, néerlandais, espagnol et suédois. L'album est produit par Simon Emmerson du groupe Afro Celt Sound System. Il est certifié disque d'or dans plusieurs pays européens. Bien que les membres du groupe soient majoritairement francophones, la reconnaissance tarde à venir en France, où il faut attendre mai 2006 pour qu'un de leurs albums, en l'occurrence Elem, soit distribué sous le label breton Coop Breizh.
Le 24 avril 2006 sort le single Diama Dén, avec comme invité N'Faly Kouyaté, d'Afro Celt Sound System. Ce single prépare le terrain pour la sortie, le 23 mars 2007, du nouvel album, Erbalunga, ainsi appelé en référence au village corse homonyme. En plus du français ou du galicien, Sans garde-fou est chanté en arabe par l'invitée tunisienne Ghalia Benali et Scottiche de la tête comporte du breton. En France, l'album paraît chez Coop Breizh le 18 avril 2008, soit plus d'un an après sa parution belge. À partir de février 2007, Urban Trad est parrain du WWF Belgique. Il soutient également le pacte écologique.
Le 19 juin 2008, alors qu'ils se rendent en France pour se produire au festival d'Ostwald, où ils doivent partager l'affiche avec le groupe breton nantais Tri Yann, les membres de la formation sont victimes d'un accident sur la route de Saint-Avold, dans le nord-est de la France. Aucun des six musiciens ne se trouve dans un état grave, mais deux d'entre eux doivent néanmoins être hospitalisés : l'accordéoniste Sophie Cavez et le batteur Michel Morvan. Afin de ne pas interrompre la tournée déjà en cours, ils sont remplacés sur scène pour quelques dates et présents le 20 juillet au festival de Cornouaille en Bretagne.

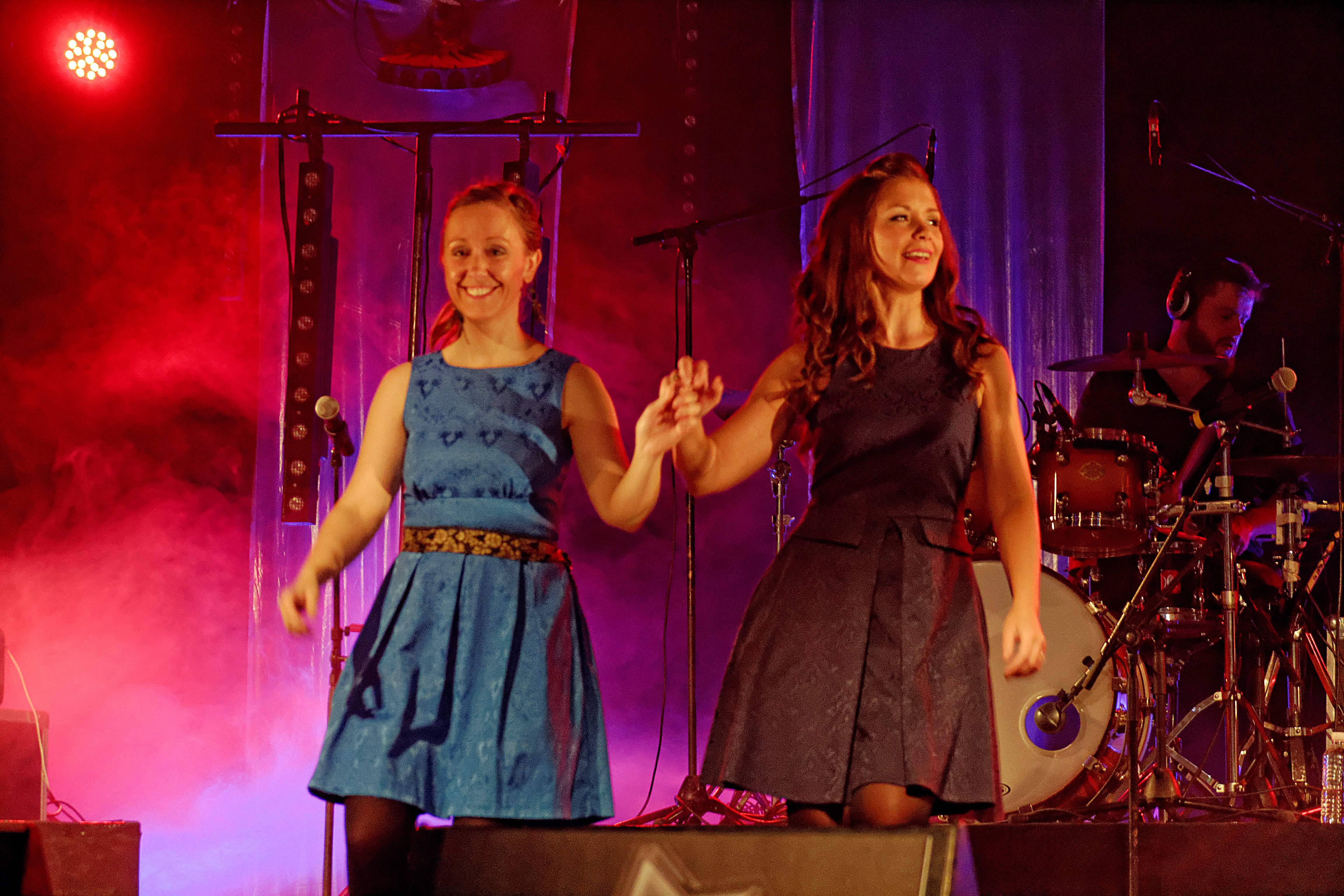
Soetkin Collier et Veronica Codesal en 2015.

Un best of intitulé Urban Trad : The Best of, sort le 15 avril 2010 à l'occasion des dix ans d'existence du groupe. Une pause d'une année suivra à partir de l'été 2010.
Le 3 juillet 2010, le groupe perd son batteur, Michel Morvan, victime d'une crise cardiaque à l'âge de quarante-cinq ans. En octobre 2011, un message posté sur le site officiel annonce la dissolution du groupe après une ultime série de concerts, dont le dernier est donné le 5 février 2012 à l'Ancienne Belgique à Bruxelles.
En octobre 2014, les deux chanteuses reviennent au-devant de la scène avec le single Interlude. La formation est alors présentée avec plusieurs nouveaux musiciens. En janvier 2020, un dernier concert est donné au centre culturel de Bourg-Léopold. À cette occasion, le groupe annonce sa séparation définitive.

## Membres

### Derniers membres
- Veronica Codesal - chant (2003-2020)
- Soetkin Collier - chant (2003-2020)
- Philip Masure - guitare acoustique (2003-2020)
- Bert Verschueren - guitare électrique (2014-2020)
- Jill Delien - basse (2014-2020)
- Nicolas Scaillet - batterie (2014-2020)
- Yannick Swennen - violon, mandoline (2018-2020)

### Anciens membres
- Yves Barbieux - flûte à bec, tin whistle, low whistle, cornemuse et direction artistique (2000-2012)
- Cédric Waterschoot - basse (2000-2012)
- Didier Laloy - accordéon diatonique (2000-2003)
- Nicolas Vandooren - guitare électrique, flûte harmonique, claviers et programmations (2000-2003)
- Marie-Sophie Talbot - chant, piano, percussions (2003)
- Michel Morvan - batterie (2003-2010)
- Dirk Naessens - violon, mandoline (2003-2017)
- Sophie Cavez - accordéon diatonique (2004-2012)
- Philippe Mobers - batterie (2011-2012)
- Rémi Decker - cornemuse, flûte (2014)

### Musiciens invités
- Rudy Velghe (2000)
- Raquel Gigot (2000)
- Sébastien Duthoit (2000)
- Perry Rose (2000-2003)
- Luc Pilartz (2000-2003)
- Ialma (2000-2004)
- Simon Emmerson (2004)
- Nigel Eaton (2004)
- James McNally (2004)
- Luke Plumb (2004)
- Pascal Chardome (2007)
- Ghalia Benali (2007)
- Loïc Chavigny (2007)
- Cyrille Bonneau (2007)
- N'Faly Kouyaté (2007)

### Galerie

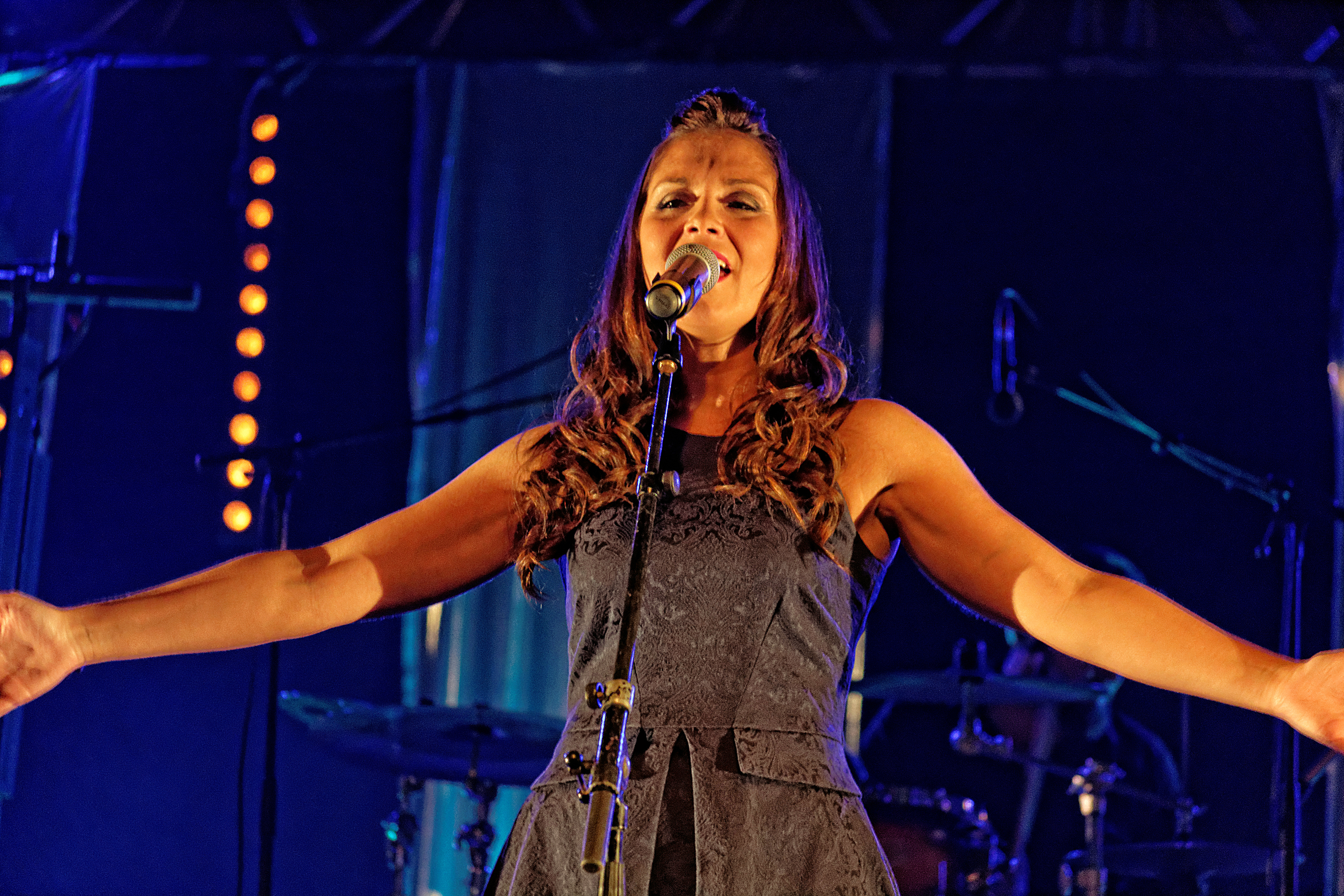
Veronica Codesal
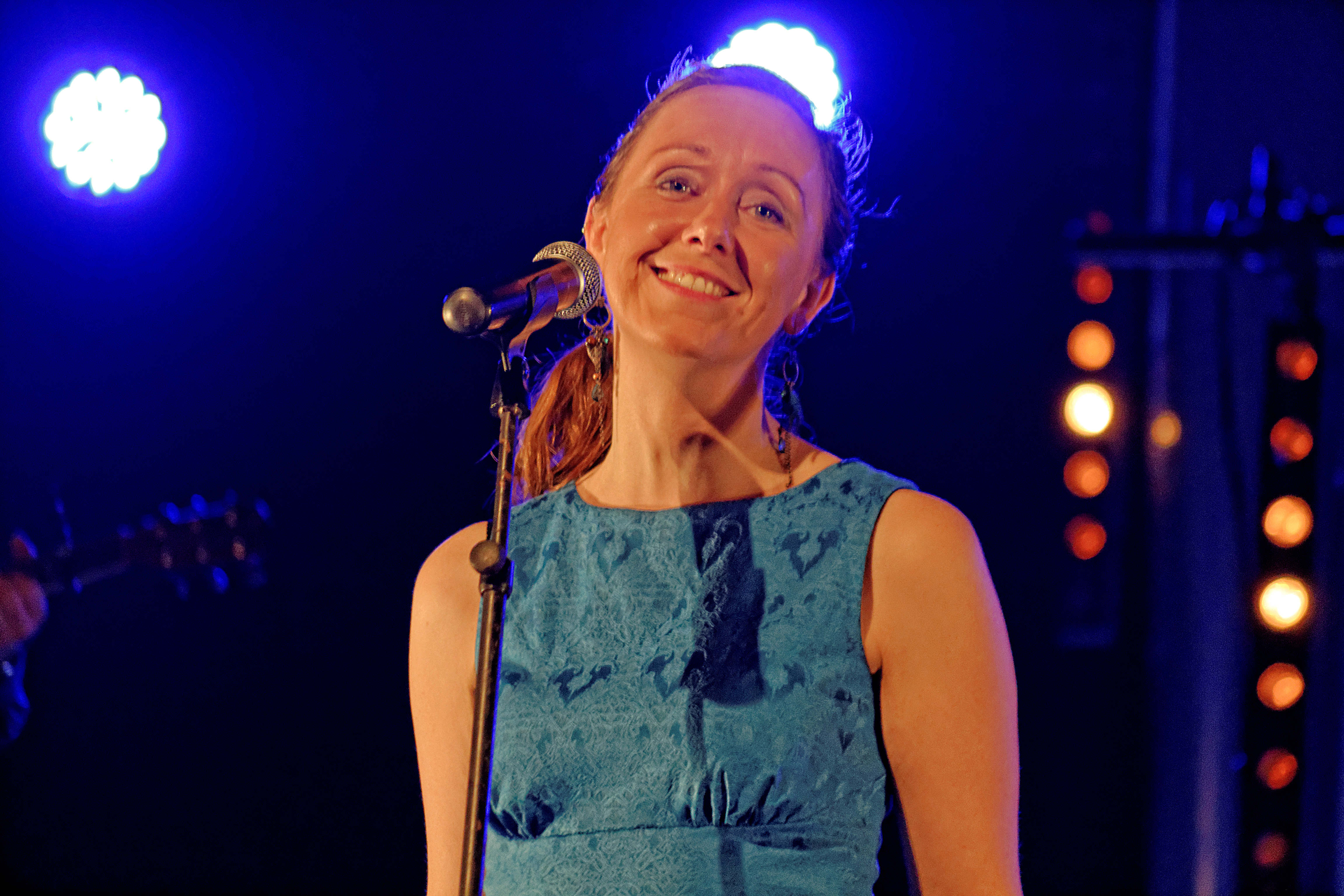
Soetkin Collier
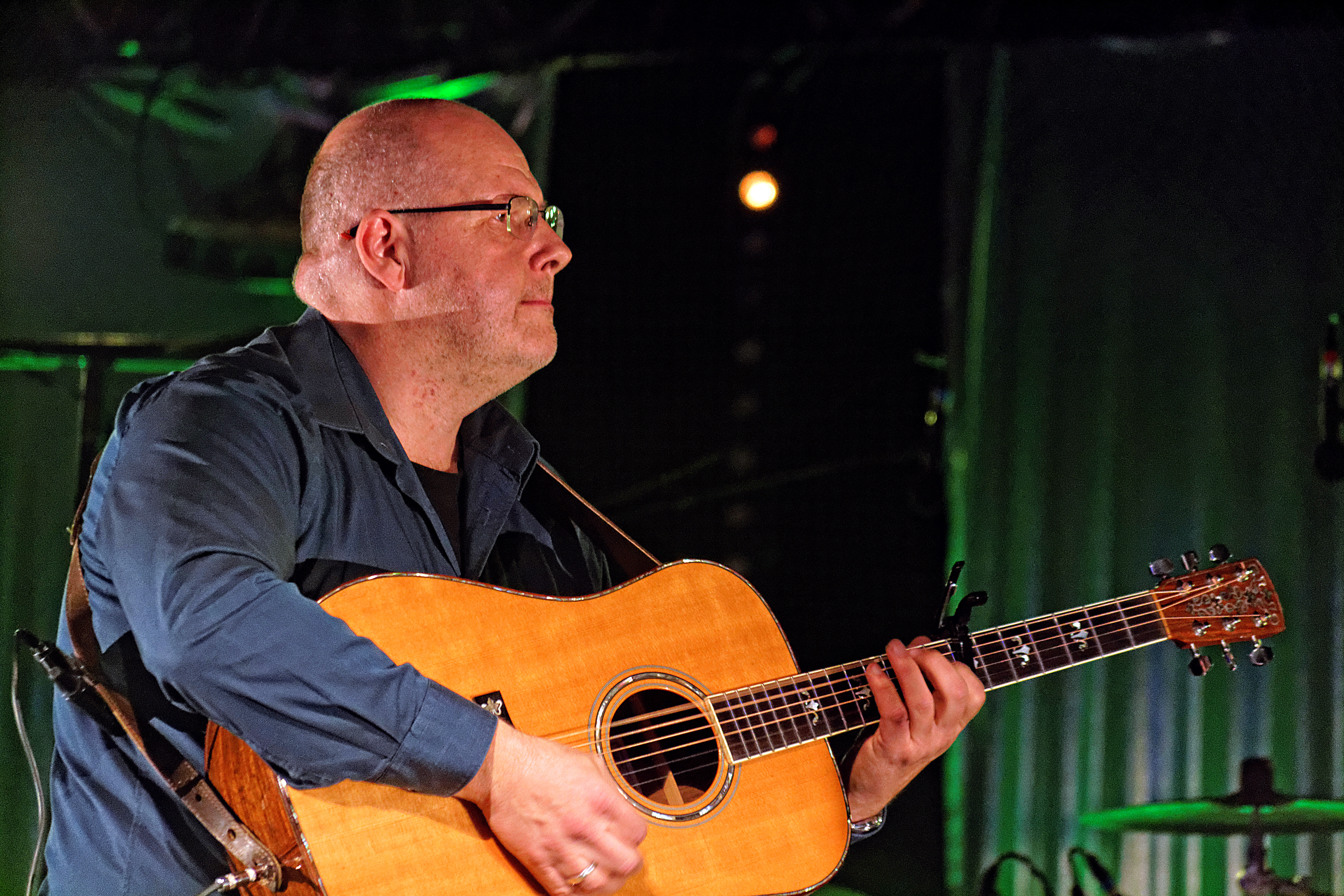
Philip Masure
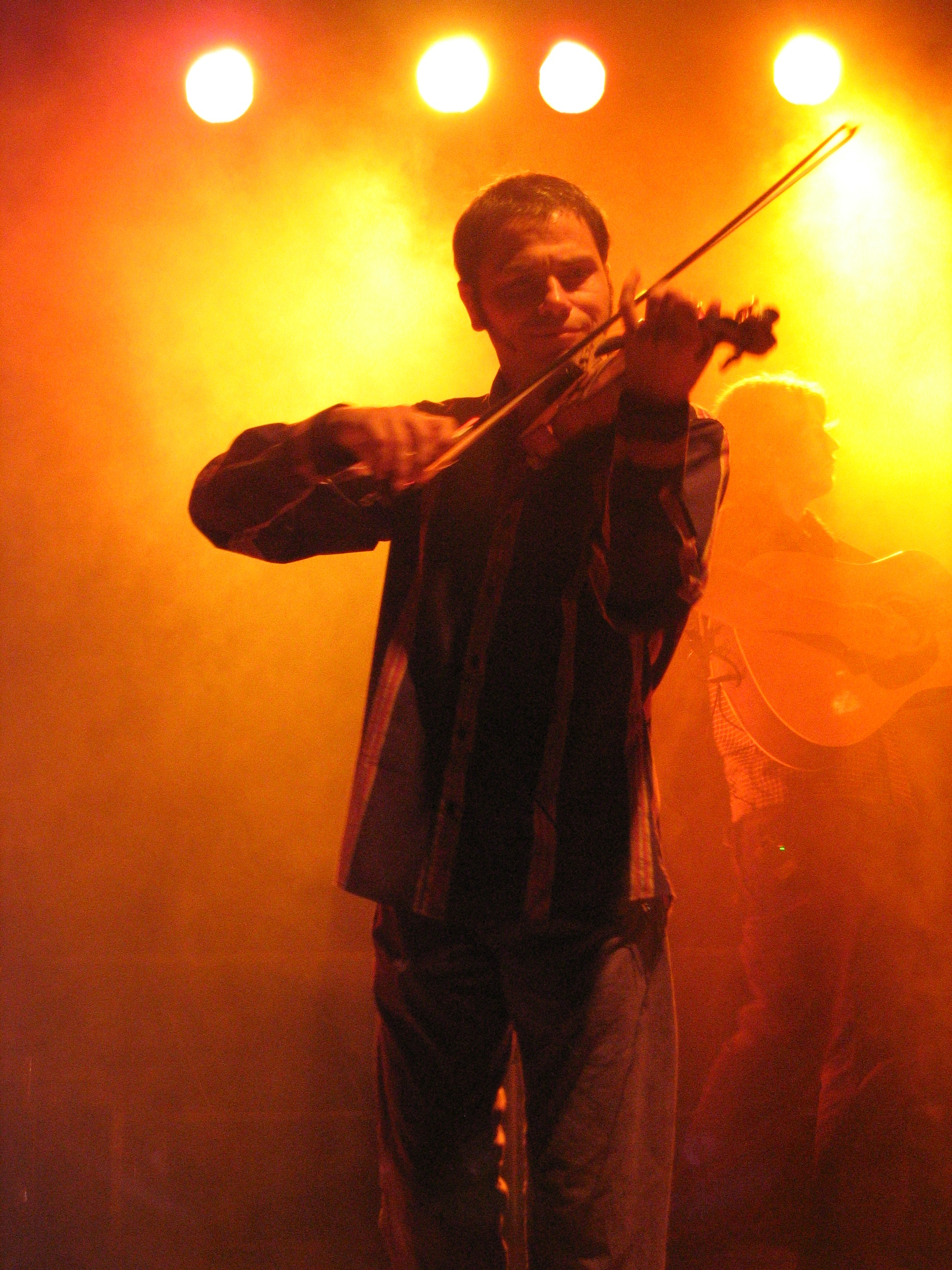
Dirk Naessens

## Discographie

### Albums studio
| 2001 | One O Four | -  |
| 2003 | Kerua      | 4  |
| 2004 | Elem       | 47 |
| 2007 | Erbalunga  | 32 |

### Compilations
| 2010 | Urban Trad : The Best Of | - |